# Jonathan Billie
Jonathan Billie (ur. 31 października 1958) – malawijski piłkarz grający na pozycji pomocnika. W swojej karierze rozegrał 110 meczów i strzelił 8 goli w reprezentacji Malawi.

## Kariera klubowa
Całą swoją piłkarską karierę Billie spędził w klubie ADMarC Tigers. Zadebiutował w nim w 1978 roku i grał w nim do 1987 roku. W sezonie 1982 wywalczył z nim mistrzostwo Malawi.

## Kariera reprezentacyjna
W reprezentacji Malawi Billie zadebiutował 24 stycznia 1978 w wygranym 2:1 meczu Igrzysk Afrykańskich 1978 z Mauritiusem, rozegranym w Curepipe. W debiucie strzelił gola. W 1984 roku został powołany do kadry na Puchar Narodów Afryki 1984. Na tym turnieju zagrał w trzech meczach grupowych: z Algierią (0:3), z Nigerią (2:2) i z Ghaną (0:1). W kadrze narodowej od 1978 do 1987 wystąpił 110 razy i strzelił 8 goli.